# Hayes Center
La ville américaine de Hayes Center est le siège du comté de Hayes, dans l’État du Nebraska. Sa population était de 240 habitants lors du recensement de 2000.